# Jean-Guillaume Goldenberg
Pour les articles homonymes, voir Goldenberg.
 (février 2014).
Si vous disposez d'ouvrages ou d'articles de référence ou si vous connaissez des sites web de qualité traitant du thème abordé ici, merci de compléter l'article en donnant les références utiles à sa vérifiabilité et en les liant à la section « Notes et références ».
Jean-Guillaume Goldenberg (1778-1858) est un industriel lorrain d’origine allemande.

## Fabrication de l’acier

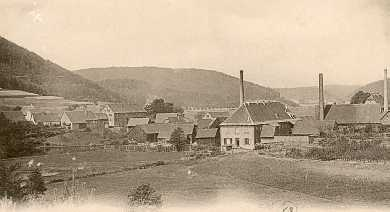
Vues des forges de Baerenthal.

Né le 7 décembre 1778 à Bliedingshausen, près de Remscheid en Westphalie, il quitte son pays en 1826, à l’âge de quarante-huit ans, pour des raisons politiques. Il trouve asile en France, à Bærenthal, où il est nommé directeur des forges déjà existantes, sous le nom de Couleaux aîné et Cie.
C’est alors que l’industrie métallurgique de Baerenthal prend un essor particulier. Goldenberg développe la fabrication de l’acier, fait construire de nouveaux fours d’affinage, un laminoir et multiplie les dépendances de la forge de Baerenthal. Il peut ainsi, à l’époque, occuper de quatre-vingt-dix à cent ouvriers sur une population globale d’environ huit-cent-cinquante habitants. Par sa fusion avec la Manufactures d’armes, de Mutzig et de Klingenthal, l’usine de Baerenthal s’ouvre des débouchés qui favorisent son développement ultérieur. À la suite d’une autorisation accordée par décret du 30 janvier 1833, Goldenberg est en mesure de créer deux petits martinets près du pont sur la Zinsel, dont l’un ne cesse son activité qu’en 1932. L’entreprise jouit d’une clientèle nombreuse jusqu’à la Première Guerre mondiale et compte paradoxalement dans ses meilleurs clients l’État français, en dépit de l’annexion de 1871. En raison des techniques modernes introduites ailleurs, la rentabilité de la fabrication de l’acier diminue toutefois après la guerre, et la production cesse en 1923.

## Assainissement de la vallée
La vallée de la Zinsel comprend à cette époque de nombreux étangs et marécages et est essentiellement couverte de forêts. Le climat local est ainsi humide et favorable aux moustiques, qui transmettent le paludisme aux habitants. Il y a par exemple en 1833 cent-quatre-vingt-dix cas de maladie dont vingt-neuf mortels. Pour guérir ou se prévenir de la maladie, les habitants eurent recours à toutes sortes de remèdes, voire de sortilèges. La croyance populaire attribue ainsi des vertus curatives à la source du Nervenbrünnel (source des nerfs) qui s’écoule sur les flancs du proche Kirchberg, l’ingestion d’une araignée-croix, écrasée au préalable dans une cuillère figure parmi les remèdes préconisés tandis que d’autres ont recours à des guérisseuses pratiquant une forme de magie, le Brüche.
Jean-Guillaume Goldenberg apporte des solutions plus pragmatiques au problème, en asséchant de nombreux étangs ainsi que les marécages au pied du Ramstein. Il sollicite ensuite de l’administration du roi Louis-Philippe l’autorisation de frayer, par de nombreuses coupes, une grande éclaircie à travers la forêt, le long de la route du Mühlthal. C’est le système des « tranchées sanitaires », appliqué dans d’autres régions depuis le règne de Louis XV. La baisse de l’humidité liée à ces actions entraîne la raréfaction des moustiques et par là la disparition de la maladie.

## Postérité
Jean-Guillaume Goldenberg meurt le 18 février 1858, à l’âge de quatre-vingts ans, après une vie très active et bien remplie. Il est enterré dans le petit cimetière situé au pied du Kirchberg, à quelques pas de l’entrée de l’église Sainte-Catherine de Baerenthal, sous un simple bloc de grès surmonté d’une croix blanche. Sa tombe porte une épitaphe très significative : La France lui doit l’importation d’une industrie et le Baerenthal l’assainissement de la contrée. Le 11 mai 1958, à l’occasion du centenaire de sa mort, la section locale du Club vosgien tient à honorer sa mémoire. Sa tombe subit une rénovation totale, et un sentier menant du Betteli par l’Arnsbourg au Untermühlthal porte désormais son nom. 
Après sa mort, ses fils s’établissent à Saverne et Monswiller, où ils continuent l’œuvre de leur père, la fabrication d’outillage en acier. Quand, aux environs de 1865, les Vosges sont percées en vue de la construction de la voie ferrée Paris-Strasbourg, les frères Goldenberg fournissent la totalité de l’outillage utilisé pour les travaux. C’est en reconnaissance de leurs mérites que l’empereur Napoléon III leur décerne en 1869, la croix de la Légion d'honneur.
L’un des fils, Gustave Goldenberg, né à Remscheid en 1805, devient plus tard député du Bas-Rhin. Commandeur de la Légion d'honneur, son nom figure parmi ceux des soixante-dix-huit députés qui protestent contre l'annexion de l'Alsace-Lorraine à la Prusse en 1870. Le dernier descendant des Goldenberg, Gustave Christmann, meurt en 1925. Les établissements Usines Goldenberg SA sont rachetés par des investisseurs étrangers à la famille et l’activité regroupée à Monswiller-Zornhoff.